# Noãn thai sinh
Noãn thai sinh (hoặc đẻ thai trứng, đẻ trứng thai, noãn-thai sanh/sinh) là một phương thức sinh sản ở động vật trong đó phôi phát triển bên trong trứng được giữ lại trong cơ thể của mẹ cho đến khi chúng đã sẵn sàng nở ra, chúng đẻ con nhưng không phải do mang thai mà do trứng sau khi thụ tinh nằm lại trong ống dẫn trứng đến khi nở thành con. Phôi phát triển thành con nhờ chất dinh dưỡng dự trữ trong noãn hoàng chứ không phải lấy từ cơ thể mẹ. Phương thức sinh sản này khác với phương thức đẻ con ở chỗ không có kết nối nhau thai giữa mẹ và con và cơ thể của sinh vật mẹ không cung cấp trao đổi khí (hô hấp).

## Tổng quan
Hầu hết các loài chân khớp, cá, lưỡng cư và bò sát trên thế giới đều đẻ trứng, và thụ tinh bằng phương pháp thụ tinh ngoài cơ thể. Hiện tượng "thai sanh" (đẻ con) là đặc trưng cho lớp thú, một lớp động vật tiến hóa hơn rất nhiều.
Nhưng ở đây, ta được thấy một số loài cá không sinh ra trứng, lại đẻ ra cá con chưa thành thục. Ví dụ như cá bảy màu (Poecilia reticulata), cá vây tay (Coelacanthiformes), cá mập trắng lớn (Carcharodon carcharias) và một số loài cá khác. Không chỉ có cá, một số loài thuộc lớp chân khớp, lưỡng cư và bò sát cũng đẻ con non, thay vì đẻ trứng.
Về cơ bản, ở giống cái các loài trên hoàn toàn không có cơ quan chuyên biệt để bảo vệ bào thai (tử cung), và cơ quan truyền dẫn chất dinh dưỡng để nuôi thai (nhau thai) như ở thú. Giống đực cũng không có cơ quan chuyên biệt để dẫn tinh vào cơ thể con cái. Hiện tượng "đẻ trứng thai" ở một số loài là một hình thức tiến hóa cấp tiến của một số chân khớp, cá, lưỡng cư và bò sát, vượt hẳn so với các loài khác cùng lớp.
Ở các loài đẻ trứng thai, cá thể đực phát triển các cơ quan phụ để dẫn tinh vào người con cái. Đó có thể là một phần vây hậu môn được cuốn lại (ở cá), hay các mấu thịt, gai giao hợp phụ phát triển gần lỗ huyệt của con đực (đối với bò sát). (Hoặc như một loài thằn lằn, con đực tiết chất nhờn đặc bao phủ khối tinh dịch bên trong, con cái bò đến và "nuốt" "món quà" tinh dịch này vào lỗ huyệt nhờ tổ chức cơ môn huyệt ở đây. Tại đây, nó dùng enzime "mở quà" và tiến hành thụ tinh). Cá thể cái thì phát triển ống dẫn trứng để ấp nở và bảo vệ những trứng đã được thụ tinh.
Riêng ở côn trùng, hiện tượng đẻ trứng thai là đặc trưng cho các loài rệp cây, chấy, rận, bọ chét..v.v. Các loài này bị cách ly sinh học bởi mỗi cơ thể vật chủ. Do vậy, để bảo tồn nòi giống, chúng tự biến mình thành giống cái, tự tạo trứng, và dưỡng trứng trong cơ thể mà không cần giống đực. Từ một cá thể rận lây nhiễm lên chó, chỉ sau thời gian ngắn là đủ tạo thành một quần thể rận.
Điều khác biệt rõ ràng nhất là trong hiện tượng "đẻ trứng thai", sự phát triển của phôi hoàn toàn phụ thuộc vào chất dinh dưỡng có sẵn trong trứng. Phôi không được cung cấp thứ gì khác từ mẹ ngoài sự bảo bọc và nhiệt độ.
Sau khi trứng nở, con non mới được đẻ ra ngoài.
So với hình thức noãn sinh, sinh sản như thế này có nhiều ưu điểm. Thứ nhất là giảm bớt số lượng trứng. Không gây lãng phí năng lượng và dưỡng chất để tạo thành vô số trứng (vốn có tỷ lệ sống thấp) như khi đẻ trứng, thụ tinh ngoài. Thứ hai là nâng cao khả năng sống sót cho con non. Trong giai đoạn không có khả năng tự vệ, phôi luôn được cơ thể mẹ bảo bọc. Đến khi con non sinh ra đã có thể có những kỹ năng săn mồi, và trốn tránh cơ bản.